# Ванс Бранд
Ванс ДеВой Бранд (на английски: Vance DeVoe Brand) e бивш пилот и астронавт от НАСА. Той служи като пилот на съвместния американо-съветски полет през 1975 г. и като командир на три мисии на американската космическа совалка.

## Биография
Роден е на 9 май, 1931 г. в Лонгмънт в щата Колорадо, САЩ.
През 1953 г. получава бакалавърска степен по бизнес-администрация от Университета на Колорадо. От 1953 до 1957 служи в морската пехота на САЩ, като от 1955 г. се квалифицира като пилот. От 1957 до 1964 г. е във ВВС на Националната гвардия, където служи като пилот на изтребител. От 1960 г. е бакалавър по авиационно инженерство, а от 1964 г. е магистър по икономическа администрация от Калифорнийския университет в Лос Анджелис. От 1960 до 1966 г. служи в корпорацията Lockheed като тест пилот.

## В НАСА
Избран е за астронавт, като един от 19-те астронавта от Група НАСА-5. След това е включван в резервните екипажи на Аполо 15, Скайлаб 3 и Скайлаб 4. За първи път е включен в основния екипаж за съвместния съветско-американски полет Аполо-Союз като пилот на командния модул. В екипажа са и командира Томас Стафорд и Доналд Слейтън. В орбита се осъществява скачване с руския космически кораб Союз 19 (екипаж Алексей Леонов и Валерий Кубасов). Провеждат се съвместни научни изследвания и експерименти, а това е първият съвместен проект между двете страни в областта на пилотираните космически полети.
През 1982 г. осъществява втори полет като командир на совалката Колумбия (мисия STS-5). Това е първият полет с четирима души екипаж: Робърт Овърмайер, Джоузеф Алън и Уилям Леноар. Мисията продължава около пет дни, като по това време са пуснати в орбита първите два търговски комуникационни спътника, които се намирали в товарния отсек на совалката. Приземяват във военновъздушната база „Едуардс“.
Бранд е командир на совалката Чалънджър, мисия STS-41B. Полетът е десети за совалките, а екипажът се състои от още четирима души: Робърт Гибсън - пилот и трима специалисти на мисията: Брюс Маккендлес, д-р Роналд Макниър и Робърт Стюарт. По време на полета се правят опити за корекции на орбитите на два комуникационни спътника, две излизания в открития космос, по време на едната е изпробвано т. нар. „пилотирано звено за маневриране“.
Четвъртият си космически полет В. Бранд отново е командир на совалката Колумбия в 38-ия полет на совалките. За тази мисия екипажът се състои от седем члена: Гай Гарднър, тримата специалисти по мисията Джон Лаундж, д-р Робърт Паркър и д-р Джефри Хофман и двама специалисти по полезни товари д-р Самуел Дурънс и д-р Роналд Паризи. Мисията има продължителност над 9 денонощия и е посветена на наблюдението на звезди и други небесни тела. 13-те тона полезен товар на борда се състои от три ултравиолетови телескопа. За точното заемане на позиция за наблюдение са направени повече от 200 орбитални маневри. Този полет на совалката е първият, посветен изцяло за астрономията. Кацането става на военновъздушната база „Едуардс“.
| Космически полети на Ванс Д. Бранд                               | Космически полети на Ванс Д. Бранд | Космически полети на Ванс Д. Бранд | Космически полети на Ванс Д. Бранд | Космически полети на Ванс Д. Бранд | Космически полети на Ванс Д. Бранд | Космически полети на Ванс Д. Бранд |
| №                                                                | Дата                               | КК                                 | Емблема на мисията                 | Функции                            | Продължителност                    |                                    |
| ---------------------------------------------------------------- | ---------------------------------- | ---------------------------------- | ---------------------------------- | ---------------------------------- | ---------------------------------- | ---------------------------------- |
| 1                                                                | 15 юли 1975                        | „Аполо-Союз“                       |                                    | Пилот                              | 9 денонощия 1 час 28 мин 23 сек.   |                                    |
| 2                                                                | 11 ноември 1982                    | „Колумбия“, STS-5                  |                                    | Командир                           | 5 денонощия 2 часа 15 мин 29 сек.  |                                    |
| 3                                                                | 3 февруари 1984                    | „Чалънджър“, STS-41B               |                                    | Командир                           | 7 денонощия 23 часа 17 мин 2 сек.  |                                    |
| 4                                                                | 2 декември 1990                    | „Колумбия“, STS-35                 |                                    | Командир                           | 8 денонощия 23 час 6 мин 6 сек.    |                                    |
| Сумарно време в космоса – 31 денонощия 2 часа 7 мин и 0 секунди. |                                    |                                    |                                    |                                    |                                    |                                    |

Ванс Бранд е налетял 9669 часа, от които 8089 на реактивен самолет, 391 часа на хеликоптер, 746 часа на космически апарати и е изпробвал повече от 30 различни въздухоплавателни средства.

## Награди и отличия
- два медала на НАСА „За изключителни заслуги“ (1974 & 1988);
- два медала на НАСА „За особени заслуги“ (1975 и 1992 г.);
- златен медал на Международната астронавтическа федерация (FAI) „Юрий Гагарин“ (1976);
- медали на НАСА „За космически полет“ (1983, 1984, 1992);
- Почетен гостуващ преподавател в Университета на Колорадо (1984);
- награда „В. Комаров“ на FAI (1983 & 1991);
- Международна космическа Зала на славата (1996);
- Зала на славата на американските астронавти (1997);
- Почетна докторска научна степен от Университета на Колорадо (2000);
- награда „К. Циолковски“ (Русия) (2005);
- и други.